# عقیده

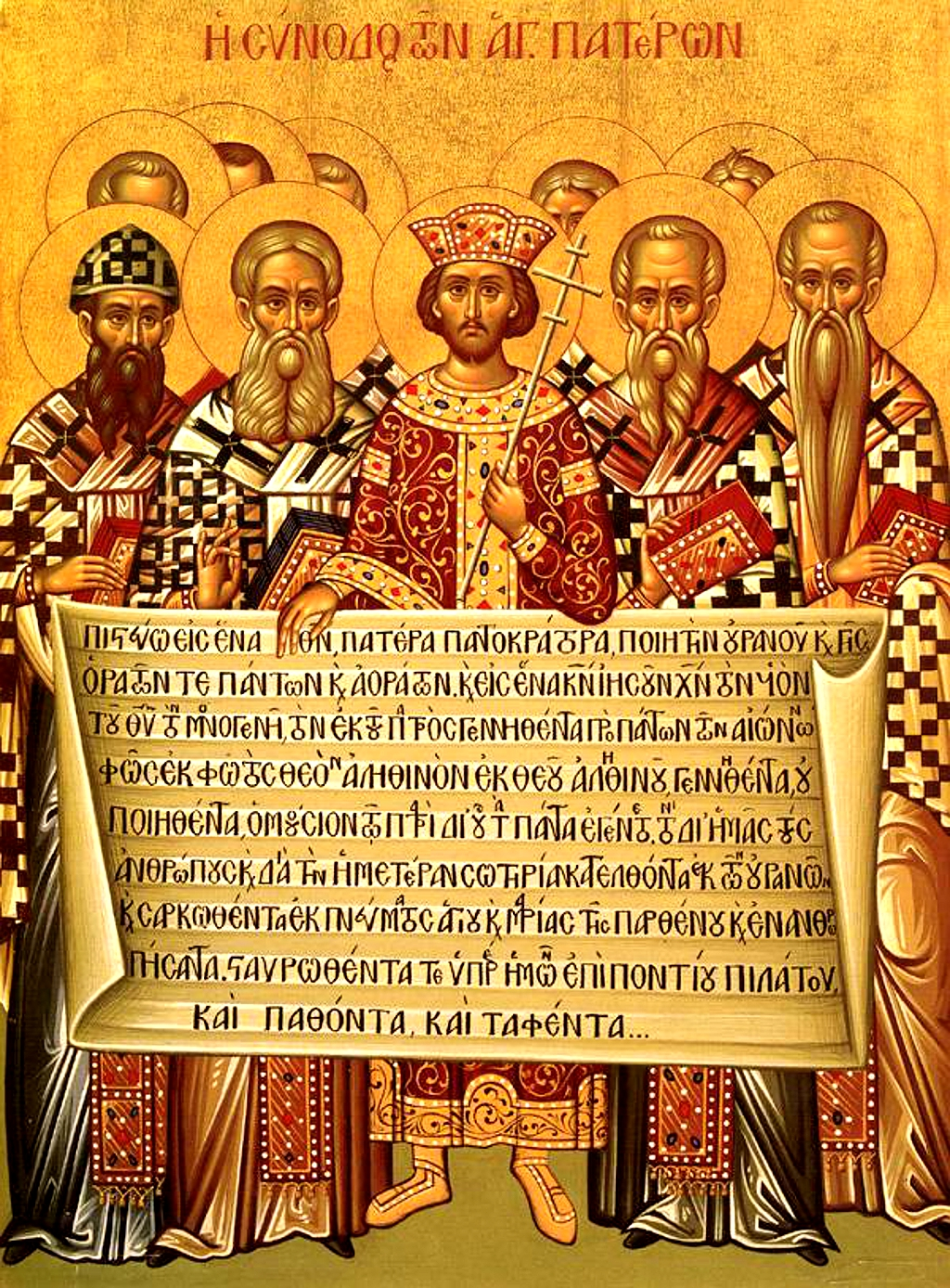
شمایلی که امپراتور کنستانتین (در مرکز) و پدران شورای نخست نیقیه (۳۲۵ میلادی) را در حال نگهداشتن اعتقادنامهٔ نیقیه-قسطنطنیه‌ای در ۳۸۱ میلادی نشان می‌دهد.

عقیده (به انگلیسی: Creed) که به عنوان اعتراف به ایمان، نماد، یا بیانیهٔ ایمان نیز شناخته می‌شود، بیانیه‌ای از باورهای مشترک یک جامعه (اغلب یک جامعهٔ مذهبی) به شکلی است که بر اساس موضوعاتی که اصول اصلی آن را خلاصه می‌کند، ساختار یافته‌ است.
اولین عقیدهٔ شناخته شده در مسیحیت، «عیسی خداوند است»، از نوشته‌های پولس رسول سرچشمه گرفته‌ است. یکی از پرکاربردترین عقاید مسیحی، اعتقادنامهٔ نیقیه است که اولین بار در سال ۳۲۵ پس از میلاد در شورای نخست نیقیه تدوین شد. این امر بر اساس درک مسیحی از اناجیل متعارف، رساله عهد جدید و تا حدی، عهد عتیق بود. تأیید این عقیده، که تثلیث را توصیف می‌کند، عموماً به عنوان آزمونی اساسی برای ارتدکس برای اکثر فرقه‌های مسیحی تلقی می‌شود و از نظر تاریخی علیه آریانیسم هدف قرار گرفته‌ است. نسخهٔ کوتاهتر اعتقادنامه، به نام اعتقادنامه رسولان، امروزه پر استفاده‌ترین نسخه در خدمات مسیحیت است.
برخی از فرقه‌های مسیحی از هیچ‌یک از این عقاید استفاده نمی‌کنند.
اگرچه برخی می‌گویند یهودیت ماهیت غیر-اعتقادی دارد، برخی دیگر می‌گویند که یک آیین واحد را به رسمیت می‌شناسد، شمع ییسرائل، که این گونه آغاز می‌شود: «ای اسرائیل بشنو، یهوه خدای ما، خداوند یکی است».
در کلام اسلامی، نزدیک‌ترین اصطلاح به «عقیده» (به عربی: عقیدة) است.